# 盱江西路揭氏祠堂
盱江西路揭氏祠堂，位于中国江西省抚州市南丰县琴城镇古城区西南部的盱江西路49号，是盱江西路历史文化街区内众多的家族祠堂（饶氏宗祠、揭氏祠堂、包氏祠堂、曾氏秋雨堂）之一。 

## 保护
盱江西路揭氏祠堂为南丰县文物保护单位，编号361023-4-3-013。